# 伸口鱼
伸口鱼（学名：Epibulus insidiator）为輻鰭魚綱隆頭魚亞目隆头鱼科的一種。

## 分布
本魚分布于热带珊瑚礁海域，从印度洋非洲东岸至太平洋中部、北至日本琉球群岛、台湾岛以及南海诸岛等。

## 深度
水深1-42公尺。

## 特徵
本魚體側扁，最大的特徵是下頷夠伸出管狀的口器。體色隨成長、性別及地理區的不同而有很大的變異，由黃色至棕色或橘紅帶黑都有，幼魚尾鰭截形，雄魚則上下葉延長。背鰭硬棘9-10枚;背鰭軟條9-11枚;臀鰭硬棘3枚;臀鰭軟條8-9枚，體長可達54公分。

## 經濟利用
可食用，但有雪卡魚中毒的紀錄，另外可做為觀賞魚。

## 扩展阅读
維基物種上的相關：伸口鱼